# Ogólnopolski Przegląd Piosenek i Piosenkarzy z Kabaretów i Teatrów Studenckich
Ogólnopolski Przegląd Piosenek i Piosenkarzy z Kabaretów i Teatrów Studenckich – festiwal kultury studenckiej zorganizowany w Częstochowie w dniach 13–14 stycznia 1962. Jego organizatorem była Rada Uczelniana Zrzeszenia Studentów Polskich przy Politechnice Częstochowskiej. Impreza była częścią obchodów trzeciej rocznicy działalności Klubu Studenckiego „Filutek”. Była to pierwsza próba zaprezentowania piosenki studenckiej szerszej widowni w Częstochowie.
Uczestnictwo w  Przeglądzie zgłosili:
- Kabaret Cyrulik z Krakowa (w składzie Ewa Demarczyk, Irena Ożóg, Andrzej Łypko, Franciszek Serwatka, Bogusława Szlama, Andrzej Sikorski) z piosenką Konik na biegunach[2],
- Studencki Teatr Satyryczny „Kalambur” z Wrocławia (w składzie Maria Ałaszewicz, Jerzy Wojciechowski, Ryszard Uklański, Ryszard Wojtyłła i Narcyz Zołnowski),
- Studencki Teatr Satyryków „Pstrąg” z Łodzi (w składzie Janina Borońska, Ewa Nagórska, Janusz Gawlik, Zdzisław Wegenko, Zbigniew Zawiślak, Aleksander Piętkiewicz i Zbigniew Nowak),
- Studencki Teatr Satyryków z Warszawy (w składzie Danuta Kowalewska, Zofia Merle, Anna Prucnal, Marian Kubera, Ryszard Pracz i Marek Lusztig),
- Kabaret Bluff z Wrocławia (w składzie Anna Suder, Alina Fiedziuszko, Klara Sołowiej, Adam Kasprzyk, Ryszard Nowiński i Andrzej Kordysz).
- Studencki Zespół Satyryczny „Bambino” z Częstochowy (w składzie Elżbieta Świerczyńska, Krystyna Maciejewska, Andrzej Żelazny, Jerzy Góra i Wojciech Krajewski),
- oraz piosenkarze z Teatrów Studenckich z Gdańska i Szczecina.

## Laureaci

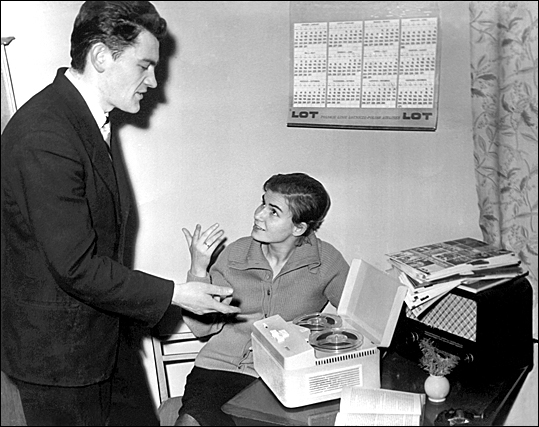
Aleksander Nizowicz i Krystyna Oleszczuk w 1962, z magnetofonem BG-23 prod. NRD, główną nagrodą na Przeglądzie Piosenki w Częstochowie

Nagrodę Ministerstwa Kultury i Sztuki dla najlepszego zespołu otrzymał STS „Pstrąg”. Drugą nagrodę dla najlepszego zespołu ufundowaną przez PSS Częstochowa otrzymał STS Warszawa. Nagrodę Rektora Politechniki Częstochowskiej za najlepszą piosenkę otrzymał STS „Pstrąg” prezentujący utwór Gdy orkiestra gra do słów Janusza Słowikowskiego i muzyki Piotra Hertla. 
Nagrodę Przewodniczącego Miejskiej Rady Narodowej w Częstochowie dla najlepszego piosenkarza Przeglądu otrzymał Aleksander Nizowicz z Kabaretu Kompleks 13 ze Szczecina za wykonanie piosenki Iwan i kwiatki. Nagrodę Rady Naczelnej ZSP dla najlepszego wykonawcy otrzymała Krystyna Maciejewska z SZS „Bambino”. Drugą nagrodę Rady Naczelnej ZSP otrzymał Tadeusz Chyła z gdańskiego kabaretu To-tu.
Nagrodę Klubu „Filutek” za wykonanie Ballady o świętym z tekstem Janusza Mielczarka otrzymali Jerzy Góra i Andrzej Żelazny z SZS „Bambino”. Dwie równorzędne nagrody Klubu „Filutek” otrzymali: Fryderyka Elkana z STS Warszawa za wykonanie piosenki Chica-Helka oraz Krystyna Oleszczuk za Szczecińskiego Kabaretu „Skrzat” za wykonanie piosenki Staruszkowie.

### Informator Przeglądu

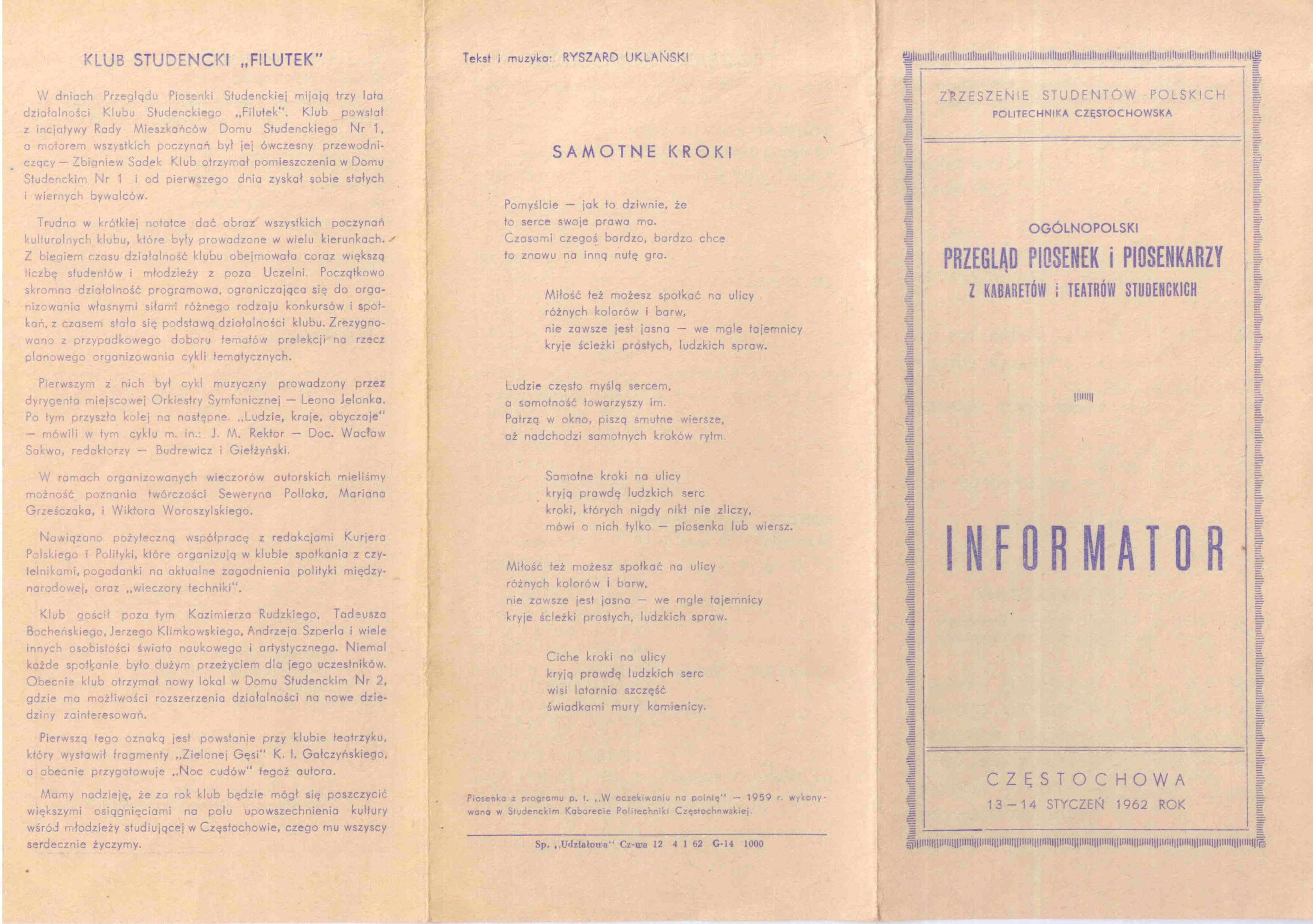
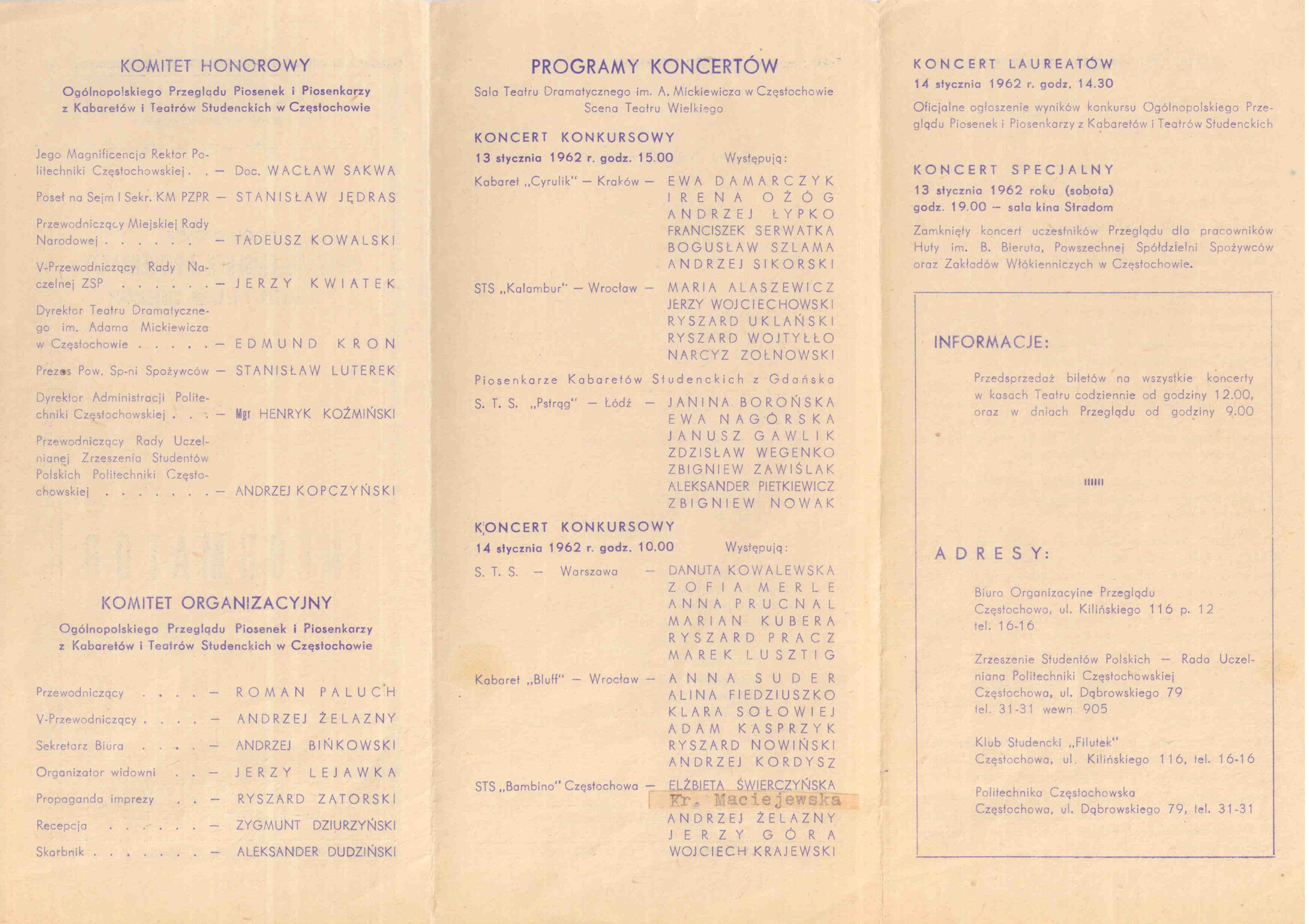